# اوبربنک
اوبربنک (انگلیسی: Oberbank) شرکت خدمات مالی و بانکداری اتریشی است، که در سال ۱۸۶۹ تأسیس شد.